# 可愛いたぬきも楽じゃない
『可愛いたぬきも楽じゃない』（かわいいたぬきもらくじゃない）は、河口けいによる日本の漫画作品。『LaLa』（白泉社）にて、2017年5月号より連載中。『マンガPark』（同）でも毎週土曜更新で並行連載された。『マンガPark』では『LaLa』で掲載された話とは別のオリジナルの話を掲載。2020年10月には電子版の単行本第2巻の発売を記念して、描きおろしイラストのLINEスタンプが発売された。
作者の河口と同期の池ジュン子がデビュー10周年を迎えた記念として、本作と池の『末永くよろしくお願いします』の合作漫画が『LaLa』2021年8月号に掲載された。
2022年7月23日、白泉社のYouTubeチャンネル「はくせんアニメちゃんねる」にて、YouTubeアニメ化されている。

## あらすじ
西園寺駿斗は大学でぼっち生活を送っていたところ、たぬきのポン吉に出会う。ポン吉の住処は駿斗の父親の会社が造ったゴルフ場になったため、駿斗のマンションで一緒に暮らすことになる。ポン吉と駿斗の日常を描いたギャグ漫画。
『マンガPark』で連載されている話では駿斗は登場せず、ポン吉がパラレルワールドでいろいろな職業などを体験する内容となっていたが、途中から駿斗やその周辺人物が登場する話も掲載されている。

## 登場キャラクター
声の項はYouTubeアニメの声優。
タヌキ / 西園寺 ポン吉（）
声 - 安元洋貴
アライグマではなく、たぬき。毒舌である。「ポンポコ」と話すが、モノローグでは「ポン」という語尾を使い、普通に会話をしている。住処がゴルフ場になったため、ゴルフの腕が上達し、石碑と銅像を建てられるほどの伝説をもつ。『かちかち山』でうさぎに火をつけられたことから、うさぎに腹を立てている。
西園寺 駿斗（）
声 - 福島潤
家が金持ちのため、使用人にちやほやされて育ってきた大学生。20歳。動物好き。身長は178センチメートル。普段の夏休みは海外で過ごしている。
アレックス
駿斗の執事。ポン吉には「ひつじ」と呼ばれている。
たわし
ハリネズミ。
はると
駿斗の一番上の兄の子供で、小学1年生。
ゆきと
駿斗の2番目の兄で、駿斗とは年齢が8歳離れている。
ウサ村（）
白泉社の『LaLa』編集者として登場。作者の実際の3代目の担当編集者。

## 評価
女子マンガ研究家である小田真琴は本作を「ハイスピードで展開されるややブラックな笑い」があり、「ポン吉がちょっとだけかわいいのが絶妙にイラッとしてとてもよい」「辛辣な少女マンガギャグもありつつ、読んでいくうちにポン吉がかわいく見えてきてしまうのが不思議……。」と評価している。

## 書誌情報
書籍では第1巻のみ発売されており、巻数の表記はない。第2巻以降は電子書籍限定で刊行されている。
- 河口けい『可愛いたぬきも楽じゃない』白泉社〈花とゆめコミックス〉、既刊5巻（2022年4月5日現在）
  1. 2018年2月5日発売[11]、ISBN 978-4-592-21739-8
  2. 2020年10月5日発売[2]、ASIN B08KDVFWQL
  3. 2020年12月4日発売[23]、ASIN B08PBWDCTB
  4. 2021年9月3日発売、ASIN B09DSLQ7WB
  5. 2022年4月5日発売[24]、ASIN B09W8QC16D